# 小林清作
小林清作（こばやしせいさく、1871年 - 1935年）は、日本の教育者。愛知淑徳女学校（現：愛知淑徳中学校・高等学校）の初代校長。

## 人物

### 生誕から京都日出新聞記者時代
新潟県西蒲原郡燕町（燕市）の菓子屋「渋屋」の長男として生まれた。燕小学校卒業後、弥彦村の明訓尋常中学に入学。先生に帝大進学を勧められ、1886年（明治19年）明訓中学校を中退、東京第一高等中学の受験科目である英語と数学の教育が進んでいる東京開成中学への編入を選んだ。
1888年（明治21年）、第一高等中学に合格。学友に大町桂月・姉崎嘲風・高山樗牛・武島羽衣・建部遯吾・桑木厳翼らがいる。第一高等中学では回覧雑誌が盛んであり、小林清作は『璞』(あらたま)なる回覧雑誌を主宰し、北越散人の筆名を用いた。
1893年（明治26年）7月、帝国大学文科大学国史学科に入学。帝大時代の学友に黒板勝美・喜田貞吉・笹川臨風らがいる。3年在学時より、真言宗新義派大学林(大正大学)予備校普通科(日本大学豊山中学高校)の主任(教頭職に相当)となった。1896年(明治29年)7月帝大を卒業。12月、教頭を辞し、京都日出新聞（現・京都新聞）主筆となった。京都日出新聞時代は「紫電」の筆名で社説などを書いた。

### 愛知淑徳女学校校長時代
1905年（明治38年）4月20日、私立愛知淑徳女学校開校にあたり、妻八重の母、吉森梅子に招聘され、京都日出新聞主筆を辞し、開校直前の1905年（明治38年）3月8日に来名、初代校長に就任した。以後、1935年（昭和10年）9月21日に死去するまでその職にあった。辞世の句は「我死なじいかで死せんや淑徳の為すべきは事多くのこして」である。同9月26日、学校葬挙行。1936年(昭和11年)7月14日、胸像が講堂に安置された。
在職中は校長兼教師として、歴史・英語・数学などの授業を担当した。
1919年(大正8年)3月7日名古屋新聞のインタビューによれば、小林は、本校は特色のないのが特色であるとし、質実剛健の校風はここから来ている。また、1913年(大正2年)12月28日の名古屋新聞には、淑徳は仏教主義で、教育に特段の色があるものではなく、仏教信者の家庭もあれば、耶蘇教信者の家庭もあるので、学校全体に宗教色を加えるべきではない、との談話を掲載。淑徳の宗教色のない校風はこうした小林清作の考えに基づいている。